# Hartland (New Brunswick)
Hartland ist eine Stadt in der kanadischen Provinz New Brunswick am Saint John River gelegen. Hartland liegt in der Grafschaft (County) Carleton. Die Stadt wurde 1813 gegründet und hat eine Fläche von 9,43 Quadratkilometer. Sie erhebt sich auf einer Höhe zwischen 41 und 103 Meter über dem Meeresspiegel. Die Bevölkerungszahl beträgt 957 (Stand: 2016).
Hartland ist vor allem für seine Brücke bekannt. Die Hartland Bridge über den Saint John River ist mit 390,75 Meter die längste gedeckte Brücke der Welt. 
In Hartland ist der Sitz des Transportunternehmens Day & Ross Inc.